# Charlottetown (Labrador)
Pour les articles homonymes, voir Charlottetown (homonymie).
Charlottetown est une ville située au Labrador dans la province de Terre-Neuve-et-Labrador au Canada. La population y est d'environ 350 habitants.

## Annexe